# Museo del Melón
El museo del Melón de Villaconejos (Madrid) España. Expone información, fotografías y útiles de labranza que reflejan la historia agrícola de la población. Es el único de su género en el mundo.

## Historia
Parte del material que se expone en el museo fue donado por vecinos del pueblo de Villaconejos (Pedro Ruiz Sánchez, etc). El proyecto de creación se llevó a cabo, aparte de por quienes promovieron la idea, por la Comunidad de Madrid con su programa PRISMA (Programa Regional de Inversiones y Servicios de Madrid) y la Consejería de las Artes. Fue inaugurado en el año 2003. Su predecesor, el Museo del melonero (1993), era una sala de exposición de fotografías situado anteriormente junto a las oficinas de la Cooperativa del Campo.

## Estructura del museo
El recinto se compone de tres plantas:
- Planta Sótano: Donde se encuentran la Sala de Exposiciones de la planta sótano, la Sala de Proyección y los almacenes.
- Planta Baja: Recoge la Zona de Acogida o Entrada, Sala de Exposiciones de la planta baja e Instalaciones.
- Planta Primera: Comprende la Sala de Exposiciones de la primera planta, la biblioteca y la administración.

Las más de mil fotografías expuestas muestran al visitante cómo era la vida del melonero antes del siglo XXI y los objetos auténticos expuestos, todo ello junto con la información necesaria y algunos pases de documentales en la Sala de Proyecciones, completan la actividad didáctica.